# 書信篇
《書信篇》是傳統上認爲由柏拉圖所作的書信集，其中包括十三篇書信，然而現代學者普遍對其真實性有爭議。
目前對於柏拉圖《書信篇》的真實性，學界的意見包括：
- 某些學者認爲全部爲僞作，這一論點在19世紀廣爲支持。
- 絕大多數學者同意第一、十二篇爲僞作，然而其他篇章均有認爲是真實作品的聲音。
- 第七篇書信（英语：Seventh Letter）在柏拉圖研究，尤其是在未成文學說（英语：Plato's unwritten doctrines）派中有極其重要的地位；對於其真實性目前沒有定論。